# Le Bonhomme
Le Bonhomme (Duits: Diedolshausen) is een gemeente in het Franse departement Haut-Rhin in regio Grand Est. Le Bonhomme telde op 1 januari 2022 753 inwoners.

## Geschiedenis
De plaats maakte deel uit van het arrondissement Ribeauvillé totdat dit op 1 januari 2015 fuseerde met het arrondissement Colmar tot het arrondissement Colmar-Ribeauvillé. Op 22 maart van datzelfde jaar werd het kanton Lapoutroie, waar Le Bonhomme onder viel, opgeheven en werden de gemeenten opgenomen in het kanton Sainte-Marie-aux-Mines.

## Geografie
De oppervlakte van Le Bonhomme bedroeg op 1 januari 2022 21,98 vierkante kilometer; de bevolkingsdichtheid was toen 34,3 inwoners per km².

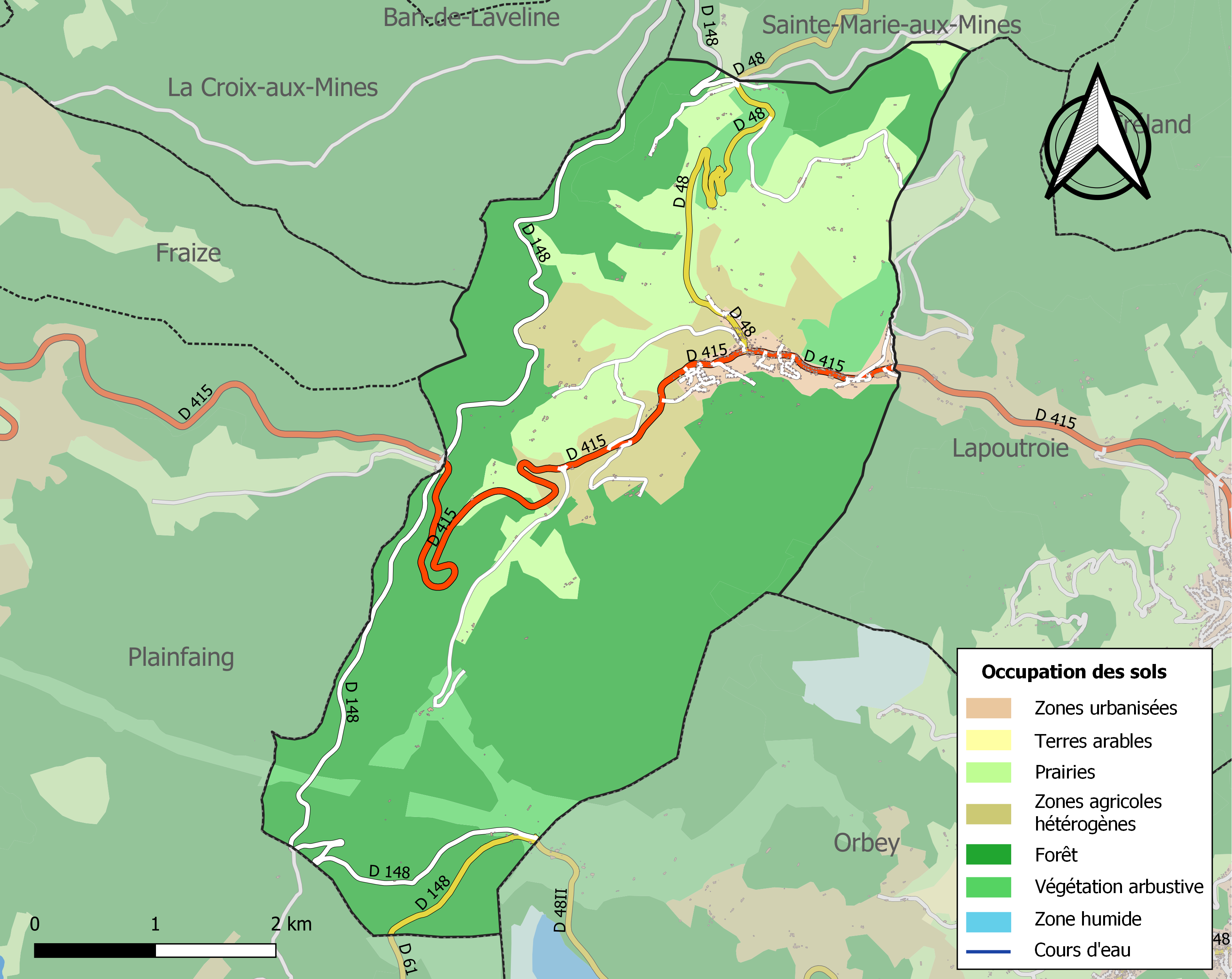
Kaart van de gemeente met de belangrijkste infrastructuur, bodemgebruik en omliggende gemeenten

### Col du Bonhomme
Tussen Col du Bonhomme (949 m) en Cernay ligt de 88 km lange Route des Crêtes.

## Demografie
Onderstaande figuur toont het verloop van het inwonertal (bron: INSEE-tellingen).